# Cleora invalidaria
Cleora invalidaria là một loài bướm đêm trong họ Geometridae.